# 32008 Adriangalad
32008 Adriangalad este o planetă minoră (asteroid) din centura de asteroizi. A fost descoperită pe 29 aprilie 2000 la Experimental Test Site⁠(d) de Lincoln Near-Earth Asteroid Research și a fost numită după Adrián Galád⁠(d). 
Obiectul prezintă o orbită caracterizată de o semiaxă mare de 2,1916977 UAi, o excentricitate de 0,19, o înclinație de 6,30699 ° în raport cu ecliptica.